# Ковалево (Любуське воєводство)
Ковалево (пол. Kowalewo) — село в Польщі, у гміні Шліхтинґова Всховського повіту Любуського воєводства.
Населення — 249 осіб (2011).
У 1975-1998 роках село належало до Лешненського воєводства.

## Демографія
Демографічна структура станом на 31 березня 2011 року:
|          | Загалом | Допрацездатний вік | Працездатний вік | Постпрацездатний вік |
| -------- | ------- | ------------------ | ---------------- | -------------------- |
| Чоловіки | 124     | 29                 | 87               | 8                    |
| Жінки    | 125     | 35                 | 66               | 24                   |
| Разом    | 249     | 64                 | 153              | 32                   |